# Pio Taofinu'u
Pio Taofinu'u (Falealupo, 8 dicembre 1923 – Apia, 19 gennaio 2006) è stato un cardinale e arcivescovo cattolico samoano.

## Biografia
Pio Taofinu'u nacque l'8 dicembre 1923 a Falealupo, isola di Savai'i e vicariato apostolico delle Isole dei Navigatori (oggi arcidiocesi di Samoa-Apia), all'estremità occidentale del Mandato delle Samoa occidentali (allora sotto il controllo del Dominion della Nuova Zelanda, oggi Stato indipendente); proveniente da una famiglia cattolica indigena dedita alla coltivazione della terra, era figlio di Solomon Taofinu'u e Josefina Mau.

### Formazione e ministero sacerdotale
Dopo aver ricevuto l'istruzione primaria in samoano, nel 1939 si è iscritto alla Falealupo Catechism School nel villaggio natale, dove ha imparato la lingua inglese, per poi frequentare il seminario minore del Moamoa Theological College, dove ha ottenuto il diploma. Sentendo maturare la vocazione al sacerdozio, si è iscritto al seminario di Lano, sull'isola di Wallis, proseguendo poi gli studi in filosofia e teologia nello scolasticato di Greenmeadows, sobborgo della città di Napier in Nuova Zelanda, sotto la direzione dei padri maristi.
Al termine del percorso, ricevette l'ordinazione sacerdotale l'8 dicembre 1954, giorno del suo trentunesimo compleanno, per imposizione delle mani di Jean Baptiste Dieter, S.M., vescovo titolare di Gerafi e vicario apostolico delle Isole dei Navigatori. Poco dopo l'ordinazione, svolse i primi anni di ministero pastorale prima nella parrocchia di Le'auva'a, nel distretto di Gaga'emauga, e poi in quella del distretto di Palauli.
Nel 1960 entrò nella Società di Maria e si trasferì a New York, negli Stati Uniti d'America, per continuare il noviziato, emettendo la professione solenne l'8 settembre 1962 e tornando infine in patria. In seguito accompagnò il vescovo Pearce, vicario apostolico di Samoa e Tokelau, al Concilio Vaticano II a Roma, in Italia, dove soggiornò per tre mesi, ed in seguito fece un viaggio in Terra santa. Al suo rientro nelle Samoa, nel 1964 il vescovo lo scelse come vicario generale del vicariato apostolico, che venne poi elevato a diocesi di Apia con la bolla pontificia Prophetarum voces il 21 giugno 1966; dal 1967, durante la sede vacante, si occupò della diocesi come vicario capitolare fino alla sua promozione all'episcopato.

### Ministero episcopale
L'11 gennaio 1968 papa Paolo VI lo nominò, quarantaquattrenne, vescovo di Apia, divenendo il primo vescovo polinesiano nella storia della Chiesa; succedette a George Hamilton Pearce, S.M., promosso arcivescovo metropolita di Suva il 22 giugno 1967. Ricevette la consacrazione episcopale il 29 maggio seguente, nella cattedrale dell'Immacolata Concezione ad Apia, per imposizione delle mani del suo predecessore, assistito dai co-consacranti John Rodgers, S.M., vescovo di Tonga, e Brian Patrick Ashby, vescovo di Christchurch; prese possesso della diocesi durante la stessa celebrazione. Come suo motto episcopale scelse Tuutuu i le loloto, che tradotto vuol dire "Prendi il largo" (Luca 5, 4).
Papa Paolo VI lo elevò al rango di cardinale nel concistoro del 5 marzo 1973. È stato il primo cardinale polinesiano.
Nel 1982 vi fu una riorganizzazione delle diocesi dell'Oceania e divenne arcivescovo di Samoa-Apia.
Morì ad Apia il 19 gennaio 2006 all'età di 82 anni. È sepolto nella cattedrale dell'Immacolata Concezione ad Apia.

## Genealogia episcopale e successione apostolica
La genealogia episcopale è:
- Cardinale Scipione Rebiba
- Cardinale Giulio Antonio Santori
- Cardinale Girolamo Bernerio, O.P.
- Arcivescovo Galeazzo Sanvitale
- Cardinale Ludovico Ludovisi
- Cardinale Luigi Caetani
- Cardinale Ulderico Carpegna
- Cardinale Paluzzo Paluzzi Altieri degli Albertoni
- Papa Benedetto XIII
- Papa Benedetto XIV
- Cardinale Enrico Enriquez
- Arcivescovo Manuel Quintano Bonifaz
- Cardinale Buenaventura Córdoba Espinosa de la Cerda
- Cardinale Giuseppe Maria Doria Pamphilj
- Papa Pio VIII
- Papa Pio IX
- Cardinale Raffaele Monaco La Valletta
- Cardinale Francesco Satolli
- Cardinale William Henry O'Connell
- Cardinale Richard James Cushing
- Arcivescovo George Hamilton Pearce, S.M.
- Cardinale Pio Taofinu'u, S.M.

La successione apostolica è:
- Vescovo Patrick Vincent Hurley, C.SS.R. (1982)
- Vescovo John Quinn Weitzel, M.M. (1986)